# 金德拉季夫
49°10′20″N 23°10′59″E / 49.17222°N 23.18306°E
金德拉季夫（烏克蘭語：Кіндратів），是烏克蘭西部的村莊，隸屬利維夫州的桑比爾區。該村面積1.3平方公里，海拔高度613米，2001年人口313，人口密度每平方公里240.77人。